# Gerde (Hautes-Pyrénées)
Gerde ist eine französische Gemeinde im Département Hautes-Pyrénées in der Region Okzitanien. Sie gehört zum Arrondissement Bagnères-de-Bigorre und zum Kanton La Haute-Bigorre. Sie hat 1.194 Einwohner (Stand: 1. Januar 2022), die Gerdois genannt werden.

## Geografie
Gerde liegt in den Pyrenäen in der historischen Region Bigorre am Fluss Adour. Umgeben wird Gerde von den Nachbargemeinden Bagnères-de-Bigorre im Westen und Norden, Uzer im Norden und Nordosten, Lies im Osten sowie Asté im Süden.

## Bevölkerungsentwicklung
| Jahr                       | 1962 | 1968 | 1975 | 1982 | 1990 | 1999 | 2006 | 2013 | 2020 |
| Einwohner                  | 881  | 1001 | 1040 | 1145 | 1191 | 1116 | 1140 | 1194 | 1142 |
| Quellen: Cassini und INSEE |      |      |      |      |      |      |      |      |      |

## Sehenswürdigkeiten

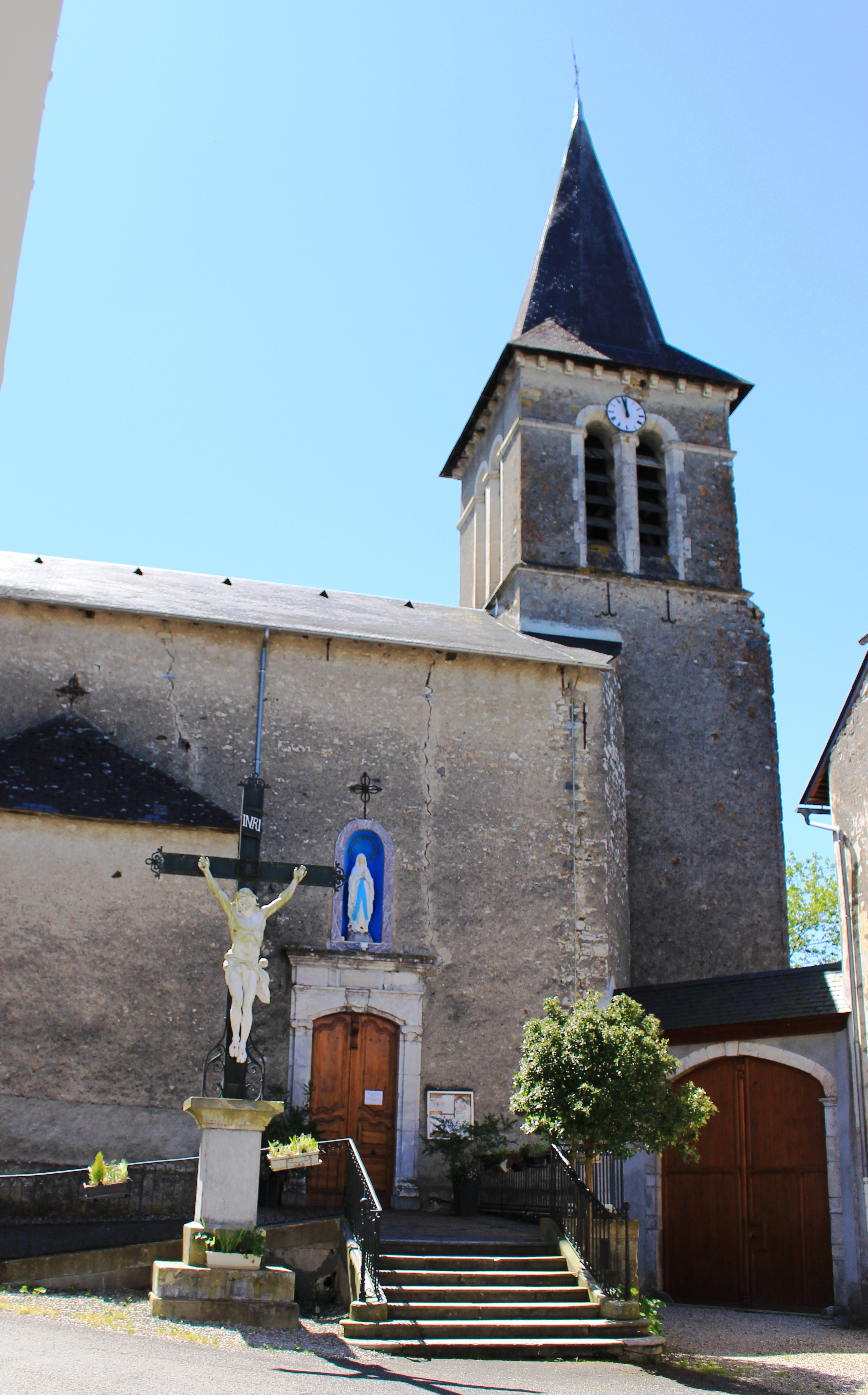
Kirche Saint-Julien
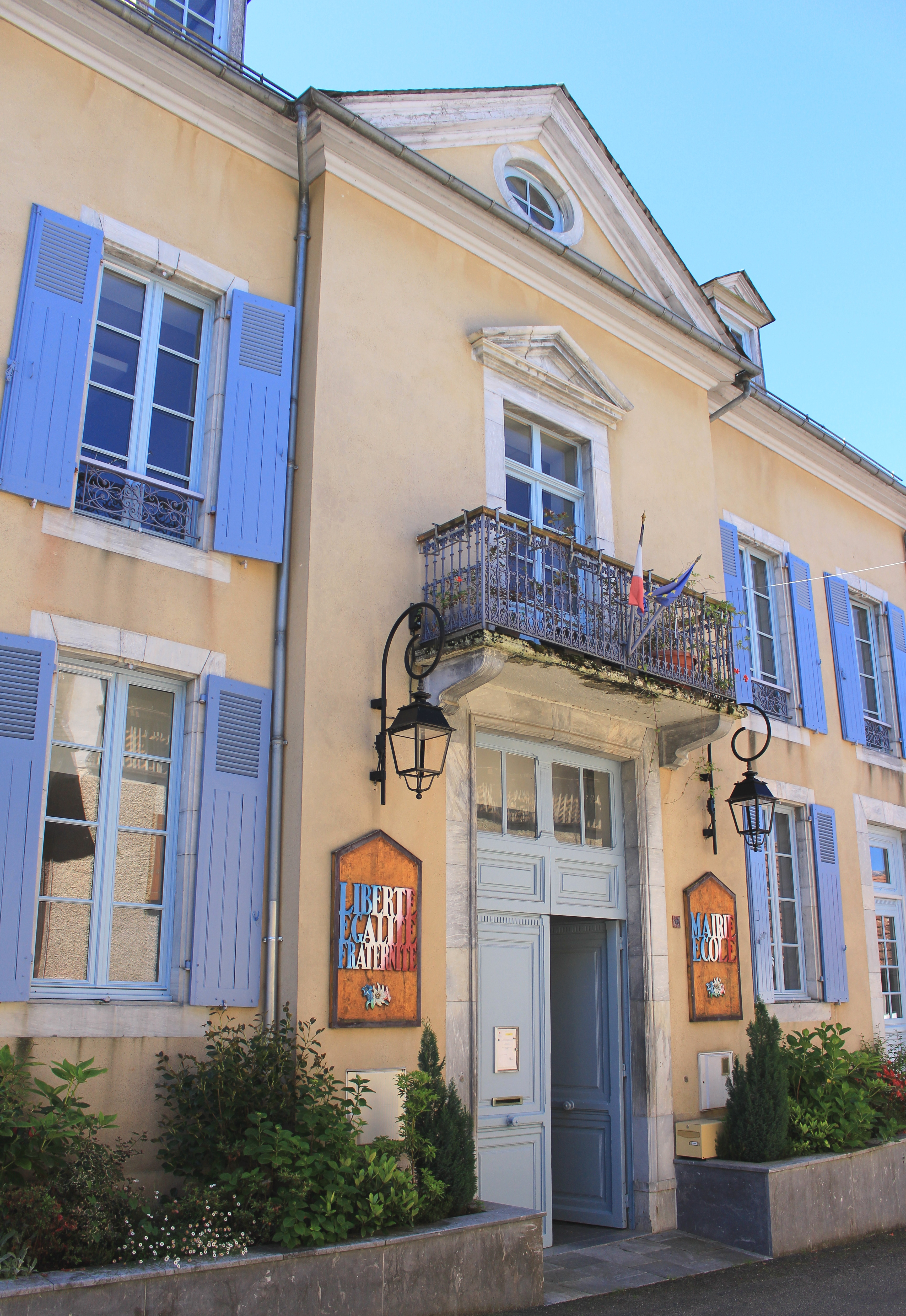
Rathaus (mairie)
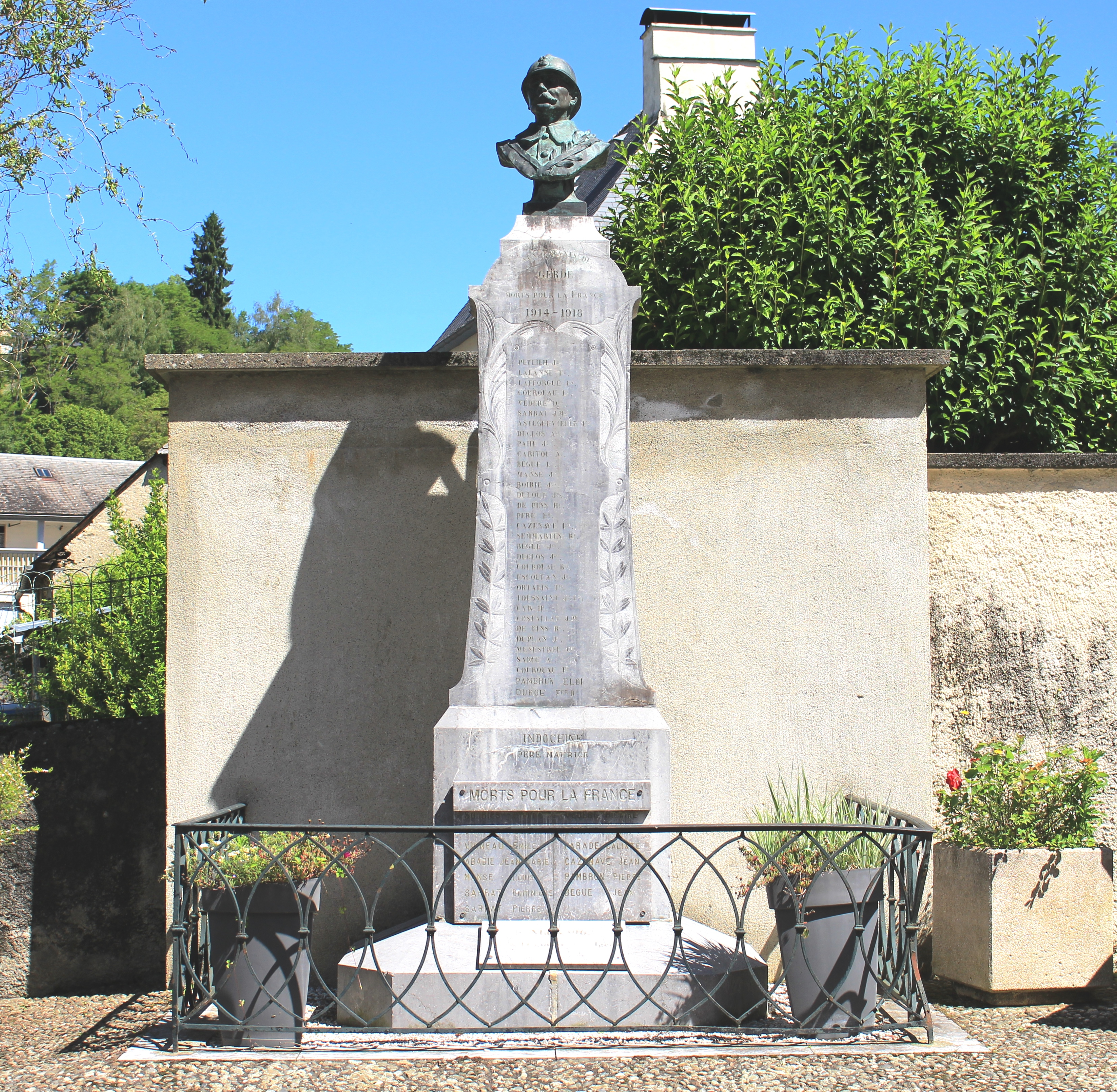
Gefallenendenkmal
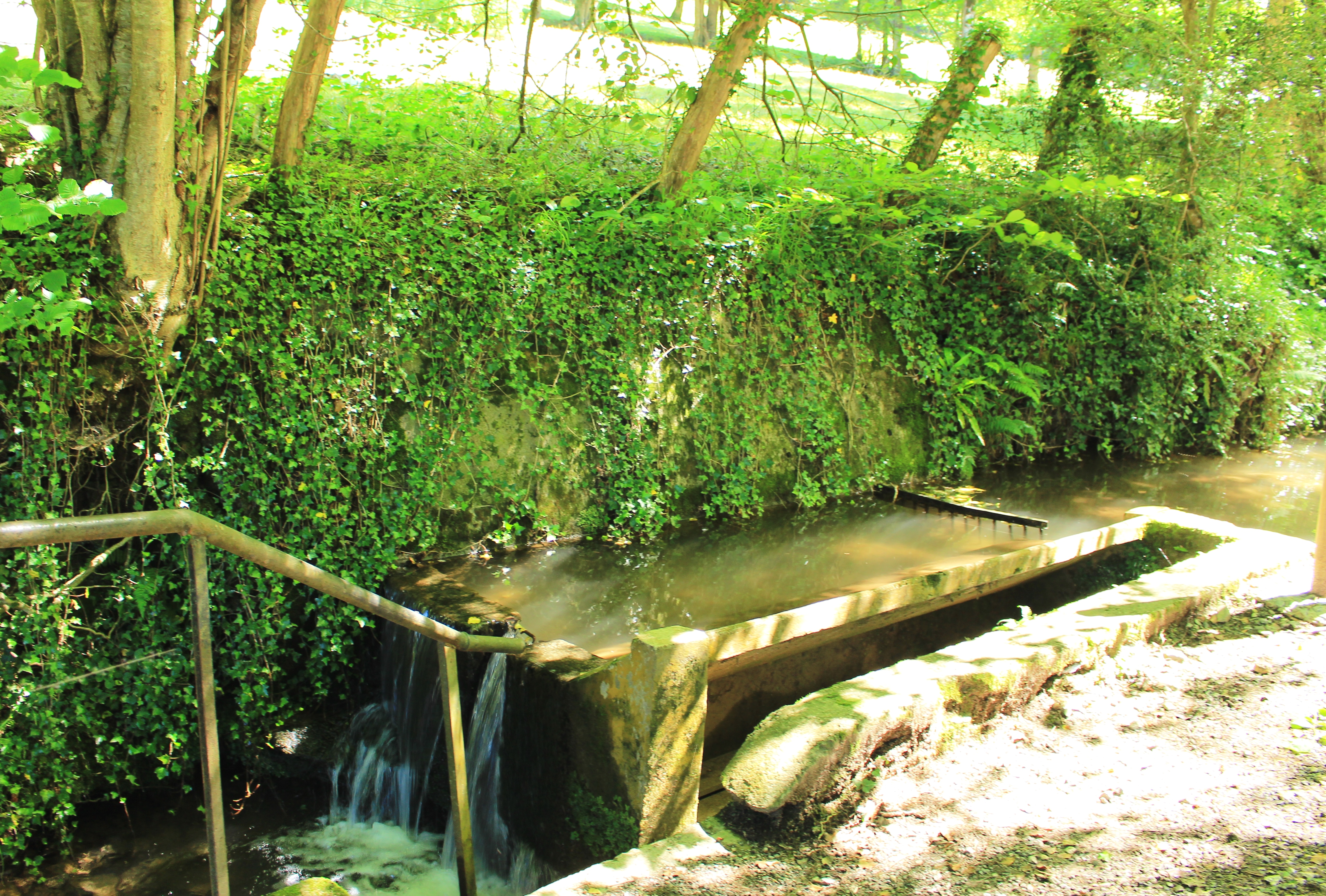
Reste des ehemaligen Waschhauses

- Kirche Saint-Julien
- Rathaus (mairie)
- Gefallenendenkmal
- Reste des ehemaligen Waschhauses